# جورج س. كيمبل
جورج س. كيمبل (بالإنجليزية: George C. Kimble)‏ هو عسكري أمريكي، ولد في 6 مارس 1803 في بنسيلفانيا في الولايات المتحدة، وتوفي في 6 مارس 1836 في معركة إل آلامو في الولايات المتحدة.